# Brachyseps anosyensis
Brachyseps anosyensis — вид сцинкоподібних ящірок родини сцинкових (Scincidae). Ендемік Мадагаскару.

## Поширення і екологія
Brachyseps anosyensis мешкають на схилах Центрального плато на південному сході острова Мадагаскар. Вони живуть у вологих тропічних лісах, серед опалого листя, а також в густих бамбукових заростях. Зустрічаються на висоті від 820 до 1750 м над рівнем моря.

## Збереження
МСОП класифікує цей вид як такий, що перебуває вразливий. Brachyseps anosyensis загрожує знищення природного середовища.